# Botruanthus benedeni
Botruanthus benedeni är en korallart som först beskrevs av Torrey och Kleeburger 1909.  Botruanthus benedeni ingår i släktet Botruanthus och familjen Botrucnidiferidae. Inga underarter finns listade i Catalogue of Life.